# Sergio Staino
Sergio Staino (Piancastagnaio, 8 giugno 1940 – Firenze, 21 ottobre 2023) è stato un giornalista, fumettista, vignettista e regista italiano.

## Biografia

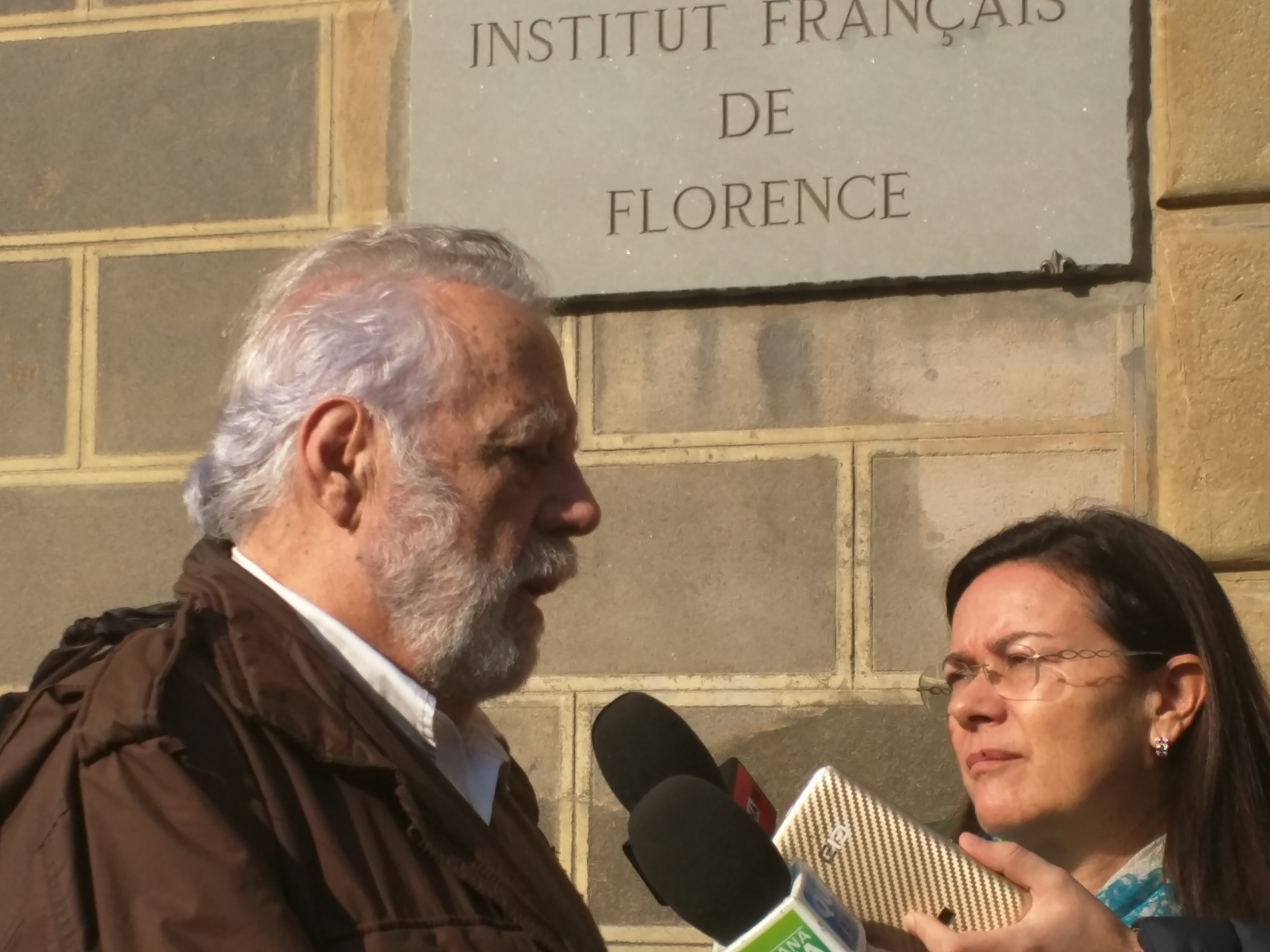
Sergio Staino rilascia un'intervista davanti al consolato francese il 14 novembre 2015; manifestazione in solidarietà di Parigi in seguito agli attentati del 13 novembre 2015 a Parigi

Nato e cresciuto a Piancastagnaio, in provincia di Siena, dopo essersi laureato in architettura, insegnò educazione tecnica presso vari licei della provincia di Firenze, stabilendosi poi a Scandicci. Successivamente si dedicò al mondo dei fumetti esordendo con Bobo, il personaggio che l'avrebbe reso famoso, vagamente somigliante a Umberto Eco ma dichiaratamente ispirato a Staino stesso. Bobo fu pubblicato per la prima volta nel 1979 sulla rivista Linus, allora diretta da Oreste Del Buono.
Negli anni ottanta collaborò con i quotidiani Il Messaggero e l'Unità, con cui lavorò dal 1982; nel 1986 fondò e diresse il settimanale satirico Tango e nel 1987 realizzò per Rai 3 il programma Teletango. Successivamente, sempre per la Rai, realizzò il programma Cielito lindo, un varietà satirico condotto da Claudio Bisio e Athina Cenci. Nel 1989 diresse e sceneggiò il film Cavalli si nasce, e nel 1992 Non chiamarmi Omar, sviluppato a partire da un racconto di Altan. Nel 2007 realizzò Emme, "periodico di filosofia da ridere e politica da piangere", supplemento settimanale dell'Unità, continuando le sue collaborazioni anche con televisione, cinema e teatro.
L'8 settembre del 2016 venne annunciata la sua nomina, a partire dal 15 settembre, a direttore de l'Unità, in affiancamento ad Andrea Romano. Mantenne tale carica fino al 6 aprile del 2017 quando, in seguito allo sciopero dei giornalisti del giornale tenutosi il 1º aprile contro il piano di ridimensionamento del personale del 60% voluto dalla società proprietaria della testata, decise di rassegnare le dimissioni irrevocabili - sebbene respinte dall'amministratore delegato dell'azienda Unità srl Guido Stefanelli -, con la motivazione d'essersi alienato la fiducia dei suoi colleghi a causa dell'approccio da lui tentato nella gestione della faccenda. Gli subentrò perciò come direttore il redattore capo Marco Bucciantini. Il 23 maggio, Staino venne nominato nuovamente direttore della testata, carica che mantenne fino alla definitiva chiusura del giornale, il 2 giugno del 2017.
Nel novembre del 2017 venne annunciata la collaborazione tra Staino e il quotidiano La Stampa: a partire dal 4 novembre il vignettista pubblicò "La striscia di Bobo" ogni sabato nella sezione Lettere e Commenti del giornale, che in questo modo tornò ad avere vignette satiriche a distanza di 12 anni, dopo la separazione con Giorgio Forattini. Nell'edizione del quotidiano torinese del 6 dicembre 2017 apparve in prima pagina una vignetta satirica, sotto il nome di "Visto da Staino".
Dal 1º gennaio al 22 ottobre 2018 collaborò con il quotidiano Avvenire pubblicando una serie di vignette intitolate "Hello Jesus". Presentandosi in un'intervista ai lettori della testata rivelò di essere affetto da una degenerazione retinica, che l'aveva reso quasi cieco. Sempre dal 2018 iniziò a collaborare con il sito Tiscali Notizie. Dal 2019 pubblicò vignette anche su Il Riformista. Malato da tempo, è morto in un ospedale di Firenze il 21 ottobre 2023, all'età di 83 anni.

## Controversie
- Nel 2009 fu candidato per Sinistra e Libertà alle elezioni europee pur essendo iscritto al Partito Democratico, motivo per cui rischiò l'espulsione dal partito[16].

## Opere
- Berlino amore mio. Wir Berliner, wir Berliner sind anders, Berlin, Detlef Heikamp Verlag, 1981.
- Aldiqua dell'aldilà, con Massimo Cavezzali, Bologna, L'isola trovata, 1982. ISBN 88-7225-009-9.
- Bobo, Milano, Milano libri, 1982.
- Coppia a perdere, su testi di Gianni Carino, Milano, L'isola trovata, 1983.
- Bobo triste un mattin d'aprile..., Milano, Milano libri, 1983.
- Bobo nell'anno del sorpasso. Vignette e cronache da l'Unità, Roma, l'Unità, 1984.
- Bobo e dintorni. Antologica su Sergio Staino, Milano, Milano libri, 1985.
- Le domeniche di Bobo, Roma, Editori Riuniti, 1987. ISBN 88-359-3131-2.
- Bobo. Le storie, Roma, Editori Riuniti, 1988. ISBN 88-359-3237-8.
- Tempeste, Milano, GUT edizioni, 1992. ISBN 88-7930-007-5.
- Non chiamarmi Omar, con Francesco Tullio Altan, Milano, Baldini & Castoldi, 1992. ISBN 88-85988-40-7.
- Amori, Montepulciano, Editori del Grifo, 1993; Roma, Minimum fax, 1996. ISBN 88-86568-20-7.
- ...150, la Coop canta.... 8 storie a fumetti ispirate ai 150 anni di storia della cooperazione di consumo, Montepulciano, Editori del Grifo, 1994.
- Famiglia mia..., Milano, Biblioteca Universale Rizzoli, 1995. ISBN 88-17-11203-8.
- L'Unità: le vignette e le storie più belle del 2001, Roma, Nuova Iniziativa Editoriale, 2001.
- Pinocchio Novecento. 25 tavole a colori, Milano, Feltrinelli, 2001. ISBN 88-07-42094-5.
- Il romanzo di Bobo', Milano, Feltrinelli, 2001. ISBN 88-07-81665-2.
- Racconto di Natale, con Adriano Sofri e Isabella Staino, Torino, Einaudi, 2002. ISBN 88-06-16490-2.
- Montemaggio. Una storia partigiana. Liberamente ispirato alla testimonianza di Vittorio Meoni, Roma-Colle di Val D'Elsa, l'Unità-Comune di Colle di Val d'Elsa, 2003.
- Pecciolo contro Talquale, il mostro spazzatura, Modena, F. Panini ragazzi, 2003. ISBN 88-8290-624-8.
- Fino all'ultima mela, Torino, Einaudi, 2003. ISBN 88-06-16624-7.
- Gli angeli del cortile, con Adriano Sofri e Isabella Staino, Torino, Einaudi, 2003. ISBN 88-06-16738-3.
- Bobo, Roma, la Repubblica, 2004.
- La guerra di Peter, Bologna, Coconino press, 2004. ISBN 88-7618-001-X.
- L'impero delle cicale. Il terzo racconto di Natale, con Adriano Sofri e Isabella Staino, Bologna, Coconino press, 2004. ISBN 88-7618-007-9.
- Bobo. Bobo novecento, Modena-Roma, Panini-la Repubblica, 2005.
- Il fucile e la rosa. Episodi della resistenza marchigiana, con Gianni Carino, Falconara Marittima, Comune, 2005.
- Cento Candeline CGIL, Roma, Ediesse, 2006. ISBN 88-230-1163-9.
- Il mistero BonBon, Milano, Feltrinelli, 2006. ISBN 88-07-84062-6.
- Pecciolo e Talquale e una bandiera per l'ambiente, Modena, F. Panini ragazzi, 2007. ISBN 978-88-8290-961-1.
- Nuova gente. Un dipinto di Plinio Nomellini nella Galleria d'arte moderna di Genova, Firenze, Maschietto, 2007. ISBN 978-88-88967-79-0.
- Spaghetti di mezzanotte, con Claudio Nobbio, Palermo, Flaccovio, 2007. ISBN 978-88-7758-755-8.
- Maccheroni a mezzogiorno, con Claudio Nobbio, Palermo, Flaccovio, 2009. ISBN 978-88-7758-905-7.
- All together, Bobo! Un anno vissuto disperatamente, Milano, BUR Rizzoli, 2009. ISBN 978-88-17-03728-0.
- A chi troppo e a chi niente. Bobo colpisce ancora, Milano, BUR Rizzoli, 2010. ISBN 978-88-17-04555-1.
- Staino terapia dell'amore. La miglior cura per la coppia inizia con una risata, Milano, Salani, 2011. ISBN 978-88-6256-605-6.
- Io sono Bobo, Pisa, Della Porta, 2016. ISBN 978-88-96209-23-3.
- Alla ricerca della pecora Fassina. Manuale per compagni incazzati, stanchi, smarriti ma sempre compagni, Firenze, Giunti, 2016. ISBN 978-88-0982-937-4.
- Ciak! Si disegna. Staino tra fumetto e cinema, a cura di Claudia Spinelli, Livorno, Erasmo, 2022. ISBN 9791280754011.

## Filmografia

### Regista
- Cavalli si nasce (1988)
- Non chiamarmi Omar (1992)

## Riconoscimenti
- Premio Satira Politica Forte dei Marmi (1984)
- Premio Yellow Kid al Salone Internazionale dei Comics del 1984
- Premio Persea (2002)
- Premio Tenco (2016)
- Dal 2003 alla morte è stato uno dei presidenti onorari dell'Unione degli Atei e degli Agnostici Razionalisti, carica condivisa con Piergiorgio Odifreddi, Carlo Flamigni, Laura Balbo, Margherita Hack e Danilo Mainardi; pubblica alcune sue vignette su L'Ateo, l'organo stampa dell'associazione.
- Era socio onorario dell'associazione Suoni dalla Terra con sede a Capaci.